# Родаліці
Родаліці (хорв. Rodaljice) — населений пункт у Хорватії, в Задарській жупанії, у складі міста Бенковаць.

## Населення
Населення за даними перепису 2011 року становило 67 осіб.
Динаміка чисельності населення поселення:

## Клімат
Середня річна температура становить 12,60 °C, середня максимальна – 26,66 °C, а середня мінімальна – -1,34 °C. Середня річна кількість опадів – 943 мм.
| Клімат поселення                              | Клімат поселення | Клімат поселення | Клімат поселення | Клімат поселення | Клімат поселення | Клімат поселення | Клімат поселення | Клімат поселення | Клімат поселення | Клімат поселення | Клімат поселення | Клімат поселення | Клімат поселення |
| Показник                                      | Січ.             | Лют.             | Бер.             | Квіт.            | Трав.            | Черв.            | Лип.             | Серп.            | Вер.             | Жовт.            | Лист.            | Груд.            |                  |
| Середній максимум, °C                         | 9,03             | 9,55             | 12,48            | 15,98            | 20,88            | 24,66            | 26,66            | 26,39            | 21,94            | 17,24            | 12,16            | 9,28             |                  |
| Середня температура, °C                       | 3,84             | 4,36             | 7,29             | 10,79            | 15,70            | 19,48            | 22,68            | 22,39            | 17,97            | 13,25            | 8,17             | 5,29             |                  |
| Середній мінімум, °C                          | −1,34            | −0,82            | 2,09             | 5,60             | 10,50            | 14,29            | 18,69            | 18,42            | 13,97            | 9,27             | 4,18             | 1,31             |                  |
| Норма опадів, мм                              | 77               | 71               | 74               | 80               | 69               | 66               | 41               | 56               | 93               | 102              | 117              | 97               |                  |
| Середньомісячна швидкість вітру, м/с          | 2.48             | 2.64             | 2.80             | 2.72             | 2.42             | 2.17             | 2.18             | 2.06             | 2.23             | 2.36             | 2.77             | 2.76             |                  |
| Середньомісячна сонячна радіація, кДж/м²·день | 5146             | 7836             | 11458            | 16100            | 20020            | 22390            | 24234            | 21167            | 15692            | 10076            | 5506             | 4378             |                  |
| --------------------------------------------- | ---------------- | ---------------- | ---------------- | ---------------- | ---------------- | ---------------- | ---------------- | ---------------- | ---------------- | ---------------- | ---------------- | ---------------- | ---------------- |
| Джерело:                                      |                  |                  |                  |                  |                  |                  |                  |                  |                  |                  |                  |                  |                  |